# Открытый чемпионат Ирландии по снукеру
Открытый чемпионат Ирландии по снукеру (англ. Irish Open) — профессиональный рейтинговый снукерный турнир. Проводился только один раз — в 1998 году (сезон 1998/99; Дублин, Ирландия). Приз победителю составил 50 000 фунтов стерлингов. Турнир проводился без спонсора.
Первым и единственным чемпионом Irish Open стал Марк Уильямс. Он же сделал и высший брейк турнира (139 очков).

## Победители
| Год  | Чемпион      | Финалист      | Счёт  | Сезон   |
| ---- | ------------ | ------------- | ----- | ------- |
| 1998 | Марк Уильямс | Алан Макманус | 9 : 4 | 1998/99 |